# Harry van den Kroonenberg
Henricus Hubertus (Harry) van den Kroonenberg (Roggel, 26 juni 1933 - Alkmaar, 2 augustus 1996) was een Nederlands werktuigbouwkundige, hoogleraar en rector magnificus aan de Universiteit Twente, en directeur van het Energieonderzoek Centrum Nederland (ECN).

## Levensloop
Van den Kroonenberg was geboren en getogen in Limburg, waar hij na de HBS aan de HTS in Venlo afstudeerde. Daarna studeerde hij werktuigbouwkunde aan de Technische Hogeschool Delft.
Na zijn afstuderen begon hij rond 1960 zijn carrière in de industrie bij Koninklijke Philips en IHC Holland. In 1972 kreeg hij aan de Universiteit Twente een aanstelling als hoogleraar Ontwerp- en Constructieleer. In 1992 aanvaardde hij aldaar de nieuwe leerstoel Management van Technologie Transfer bij de faculteit der Technische Bedrijfskunde. Van 1979 tot 1982 en van 1985 tot 1988 diende hij aldaar ook als rector magnificus van de Universiteit Twente.
Van den Kroonenberg bedacht de slogan van de "ondernemende universiteit." Hiermee bedoelde hij dat de universiteit zich moest "verbreden tot een instelling die inspeelt op de vragen en behoeften van de samenleving waarbij vernieuwde middelen en risico's niet uit de weg moeten worden gegaan."
In 1989 werd hij directeur van het het Energieonderzoek Centrum Nederland (ECN) te Petten. Het jaar ervoor, in 1988, had hij een koninklijk onderscheiding ontvangen voor "zijn activiteiten op het gebied van technologietransfer tussen universiteiten en industrie." In 1990 was hij ook onderscheiden met de Max Geldens Prijs.

## Publicaties, een selectie
- H.H. van den Kroonenberg:  'Het zoeken...' . Inaugurele rede Technische Hogeschool Twente 1973.
- H. H. van den Kroonenberg & F.J. Siers: Methodisch ontwerpen: ontwerpmethoden, voorbeelden, cases en oefeningen. 1e druk: Culemborg,  Educaboek, 1992. 2e druk: o.a. Houten, EPN, 1996. ISBN 90-11-04529-7
- F.J. Siers, Henricus Hubertus Kroonenberg, Methodisch ontwerpen: volgens H.H. van den Kroonenberg, 2004. 3e druk, 7e oplage: Groningen, Noordhoff Uitgevers, 2014. ISBN 978-90-01-50901-9

Over Van den Kroonenberg
- Marco Krijnsen. Pionier en prof. Harry van den Kroonenberg, grondlegger van de ondernemende universiteit. AFdH Uitgevers, 2019. ISBN 9789072603791